# Лохёйс-Дамвелд, Агнес
Агнес Лохёйс-Дамвелд (нидерл. Agnes Loohuis-Damveld) — нидерландская профессиональная шоссейная и кроссовая велогонщица, выступавшая в шоссейных гонках и велокроссе в конце 1980-х и начале 1990-х годов. После завершения спортивной карьеры она работает в социальной сфере в муниципалитете Энсхеде.

## Карьера
Агнес Лохёйс-Дамвелд начала свою профессиональную карьеру в велоспорте в середине 1980-х годов. Она участвовала в национальных и международных соревнованиях, включая Женский Тур де Франс, Tour de la CEE féminin и Тур Бретани.
В 1990 году Лохёйс-Дамвелд достигла одного из своих главных успехов, выиграв заключительный этап Тура ЕЭС. В том же году она заняла 2-е место на чемпионате Нидерландов по шоссейным гонкам, уступив Леонтин ван Морсел. Её успехи в велокроссе включают 2-е место на чемпионате Нидерландов в 1987 году.
Лохёйс-Дамвелд представляла национальную сборную Нидерландов на международных соревнованиях, включая гонки в Восточной Германии. Так, в 1990 году во время гонки в Карл-Маркс-Штадте в ГДР, Лохёйс-Дамвелд выиграла автомобиль Trabant стоимостью 12 500 марок, однако из-за высоких импортных пошлин (5600 нидерландских гульденов) и административных сложностей она продала автомобиль через год за 8500 гульденов.
После завершения карьеры велогонщицы Лохёйс-Дамвелд работает в муниципалитете Энсхеде. С 2015 года она занимает должность тренера в команде Noord, занимаясь социальной работой в местных сообществах.
Лохёйс-Дамвелд остаётся активной в спорте, участвуя в различных забегах. Например, в 2024 году она пробежала полумарафон в Хенгело с результатом 1:22:38, а в 2009 году — с результатом 51:17 для более короткой дистанции (Halve Marathon van Hengelo). Она также участвовала в забегах Wooldereslopen в 2018 и 2023 годах.

## Достижения

### Шоссе
1985
8-я на Чемпионате Нидерландов — групповая гонка
1986
18-я на Чемпионате Нидерландов — групповая гонка
1987
Тур Бретани
3-я в генеральной классификации
2-я на 2-м и 4-м этапах
11-я на Чемпионате Нидерландов — групповая гонка
1988
6-я на Чемпионате Нидерландов — групповая гонка
1989
14-я на Чемпионате мира — групповая гонка
6-й этап Тура Тюрингии
Женский Тур де Франс
20-я в генеральной классификации
7-я на 7-м этапе
10-я на 4-м этапе
5-я на Чемпионате Нидерландов — групповая гонка
1990
2-я на Чемпионате Нидерландов — групповая гонка
Женский Тур ЕЭС
26-я в генеральной классификации
9-й этап
3-я на 6-м этапе
6-я на 7-м этапе
10-я на 8-м этапе
23-я на Чемпионате мира — групповая гонка
1991
10-я на Чемпионат Нидерландов — групповая гонка
17-я на Тур де ла Дром
Тур де л'Од феминин
39-я в генеральной классификации
2-я на 3-м этапе (TTT)

### Велокросс
1986—1987
2-я на Чемпионате Нидерландов

### Статистика выступления наГранд-турах
| Гонка / Год          | 1989 | 1990 | 1991 |
| -------------------- | ---- | ---- | ---- |
| Женский Тур де Франс | 20   | 26   | —    |
| Тур де л'Од феминин  | —    | —    | 39   |